# Rodovia Pan-Americana

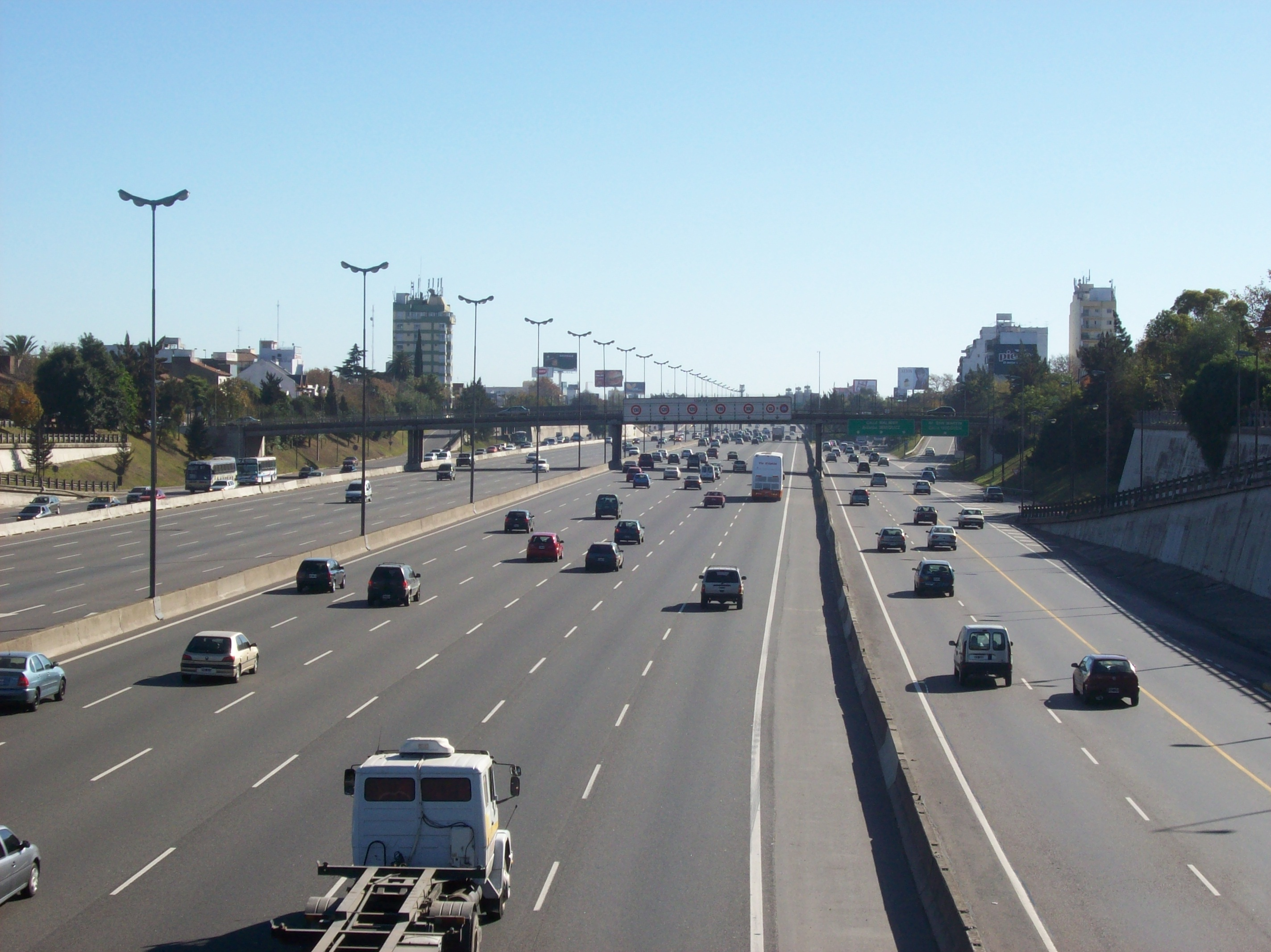
Trecho da rodovia em Buenos Aires.

A Rodovia (português brasileiro) ou Autoestrada (português europeu) Pan-Americana (às vezes chamada de Via Panam, em espanhol) é uma rede de estradas ("malha rodoviária" no Brasil ) que se estende de norte a sul no continente americano variando de 24 000 a 48 000 km. Exceto a uma pequena brecha ou lacuna de 87 km numa zona de matas tropicais na fronteira entre a Colômbia e o Panamá (Região de Darién), alternativamente podendo-se contornar esse trecho terrestre por via marítima, a rodovia conecta vários dos territórios das nações continentais americanas em um sistema de transporte automobilístico terrestre de dimensões verdadeiramente continentais.
Em alguns trechos, por exemplo, em Máncora, no Peru, considerado como estrada principal da localidade. Já no Canadá e nos Estados Unidos não existe uma designação oficial no sistema rodoviário que identifique a Rodovia Pan-americana como tal. Quase completa em sua construção, ela se estende desde a cidade de Fairbanks, no estado do Alasca, Estados Unidos, à localidade de Quellón, no Chile, América do Sul.
A Rodovia Pan-americana ultrapassa várias regiões climáticas distintas e diversos tipos de terrenos e de sistemas ecológicos, como desertos, florestas tropicais, montanhas frias, etc. Ao passar por tantos países distintos, logicamente, esta rodovia não apresenta uniformidade, muito ao contrário. Certos trechos da rodovia somente são passáveis durante períodos de seca, já outros segmentos são deveras perigosos em qualquer estação do ano.
Jake Silverstein escreveu em 2006 uma descrição da Rodovia Pan-americana dizendo que ela é "... um sistema tão vasto, tão incompleto, e tão incompreensível que ela nem é tanto uma estrada mas mais um conceito assim como o é a própria ideia do pan-americanismo".

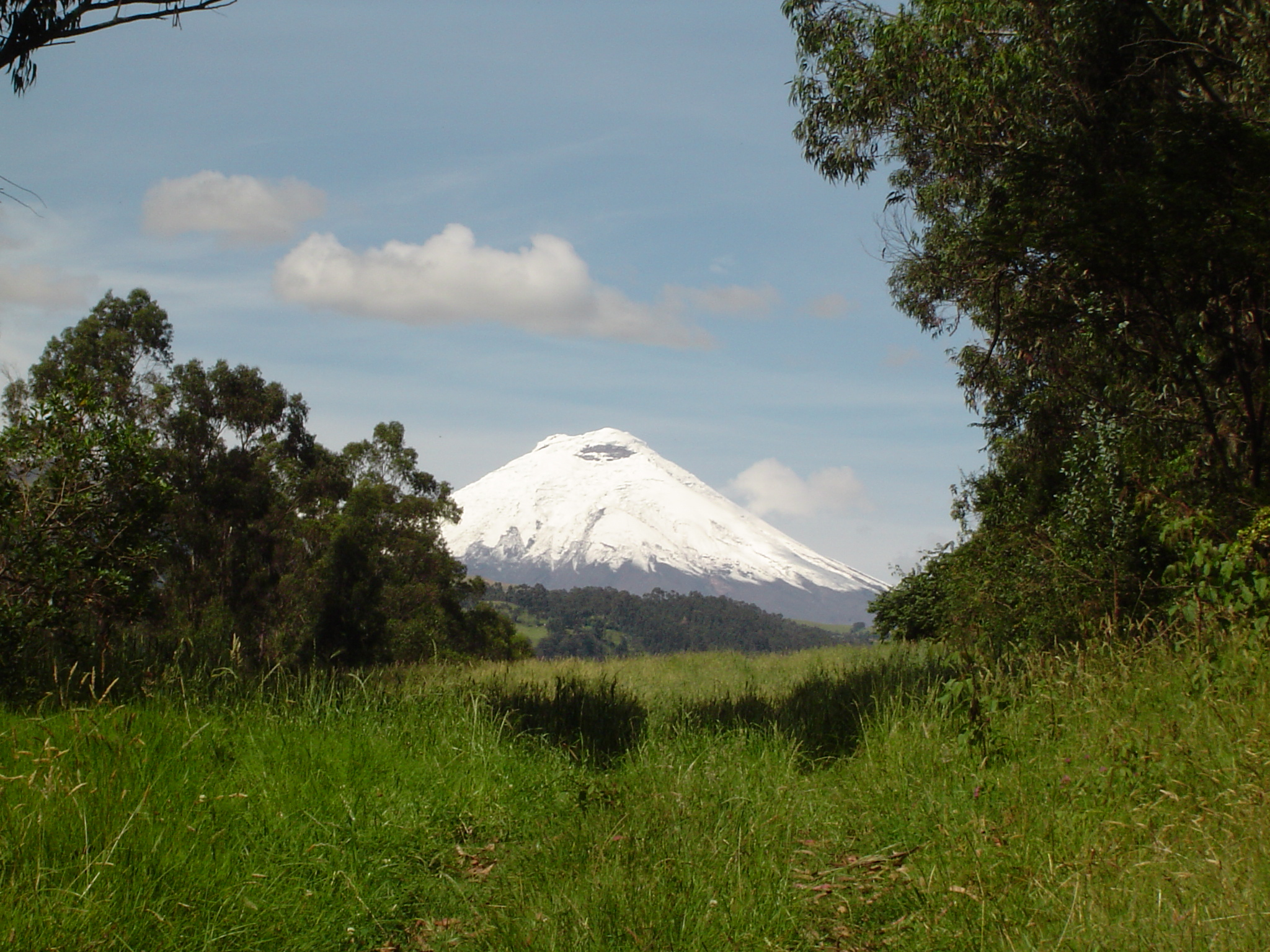
Vulcão cotopaxi, no Equador, é uma das paisagens da via.
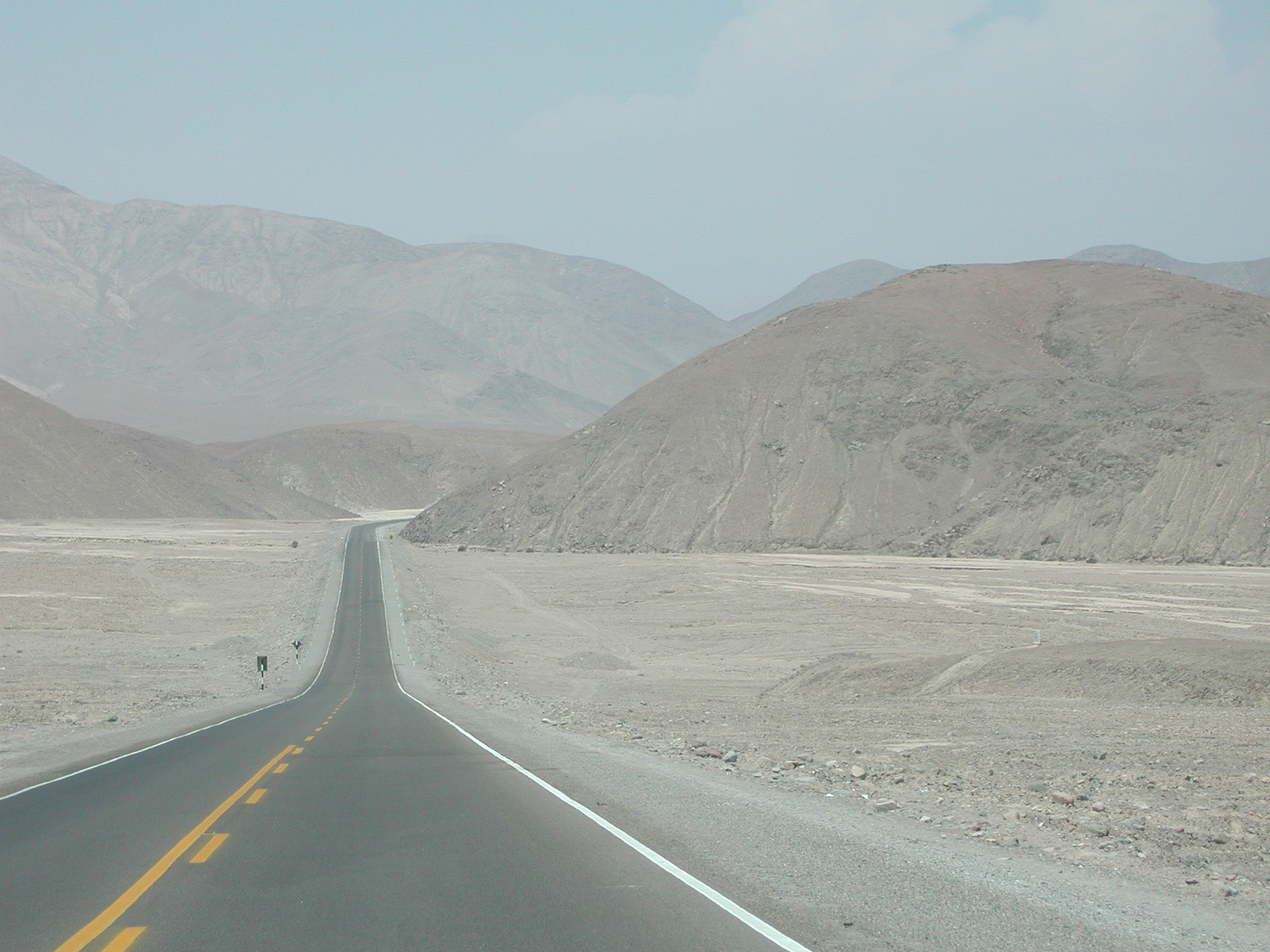
Trecho no deserto do Atacama.
Emblema do trecho chileno.